# Itodacne blackburnianus
Itodacne blackburnianus är en skalbaggsart som beskrevs av Sharp 1908. Itodacne blackburnianus ingår i släktet Itodacne och familjen knäppare. Inga underarter finns listade i Catalogue of Life.